# A feröeri labdarúgó-válogatott mérkőzései 2012-ben
A feröeri labdarúgó-válogatott 2012-es programjának nagy részét a világbajnoki selejtezők teszik ki, emellett a csapat játszik néhány barátságos mérkőzést is. Az év során a szövetségi kapitány a dán Lars Olsen.

## Eredmények
Barátságos mérkőzés
| 2012. augusztus 15. |

| Izland        | 2–0               | Feröer |
| ------------- | ----------------- | ------ |
| Sigthórsson , | (1–0) Jegyzőkönyv |        |

|  |

2014-es labdarúgó-világbajnokság-selejtező
| 2012. szeptember 7. 20:45 (UTC+2) |

| Németország            | 3–0               | Feröer |
| ---------------------- | ----------------- | ------ |
| Götze 28' Özil 54' 72' | (1–0) Jegyzőkönyv |        |

| AWD-Arena, Hannover Játékvezető: Robert Madden (skót) |

2014-es labdarúgó-világbajnokság-selejtező
| 2012. október 12. 17:00 (UTC+1) |

| Feröer          | 1–2               | Svédország                     |
| --------------- | ----------------- | ------------------------------ |
| Baldvinsson 57' | (0–0) Jegyzőkönyv | Kačaliknić 65' Ibrahimović 75' |

| Tórsvøllur Stadion, Tórshavn Nézőszám: 5 079 Játékvezető: Anasztásziosz Szidirópulosz (görög) |

2014-es labdarúgó-világbajnokság-selejtező
| 2012. október 16. 19:00 (UTC+1) |

| Feröer     | 1–4               | Írország                                                 |
| ---------- | ----------------- | -------------------------------------------------------- |
| Hansen 69' | (0–0) Jegyzőkönyv | Wilson 46' Walters 53' Justinussen 73' (öngól) O’Dea 88' |

| Tórsvøllur Stadion, Tórshavn Nézőszám: 4 300 Játékvezető: Lorenc Jemini (albán) |